# Gabriela Saavedra (fotógrafa)

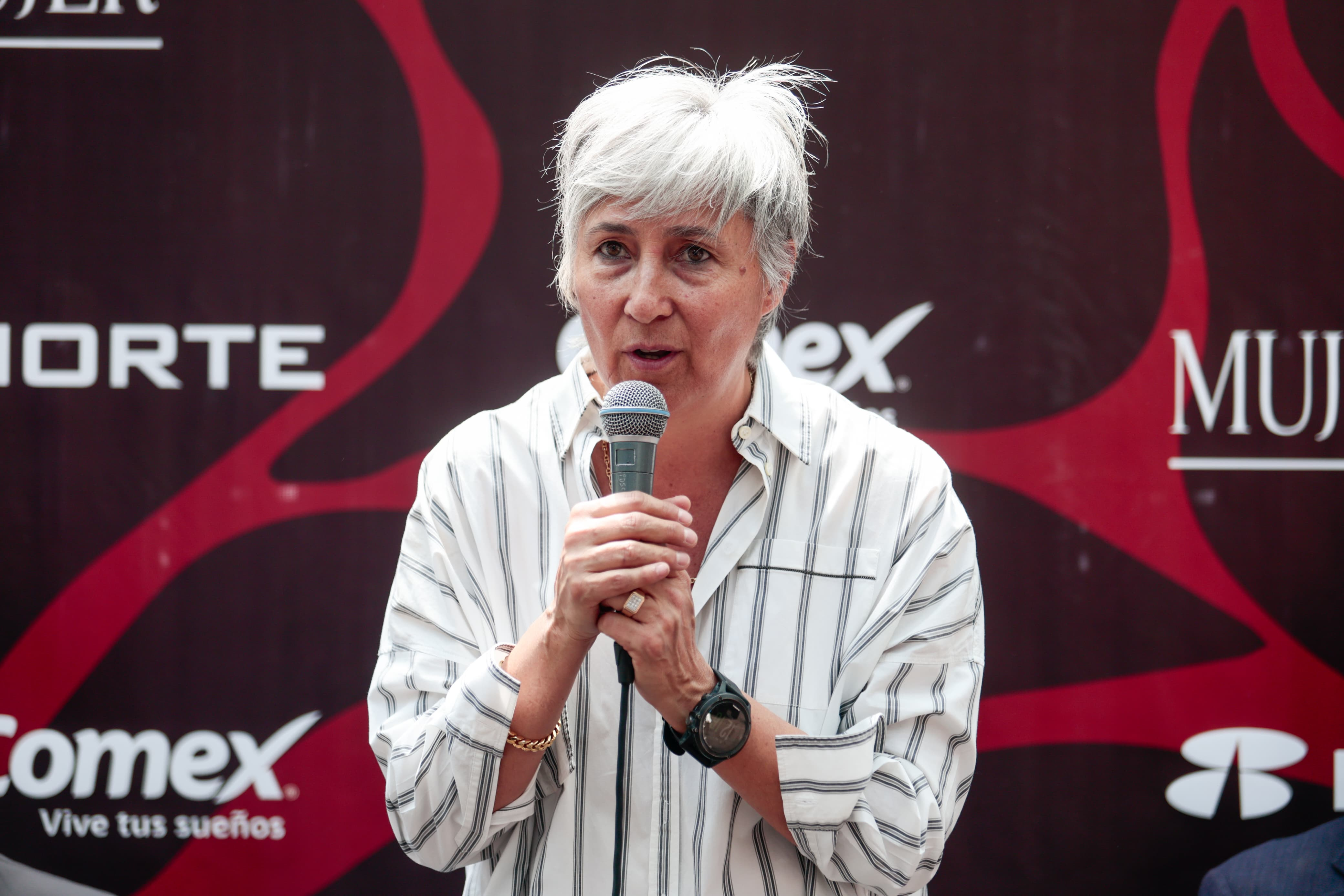
Gabriela Saavedra en 2025.

Gabriela Saavedra (Ciudad de México, 1971) es una fotógrafa mexicana.

## Formación
Estudió fotografía en la Escuela Activa de Fotografía en la Ciudad de México y cinematografía en Columbia College en Chicago, Illinois. Se desempeña actualmente como directora de la Escuela Activa de Fotografía plantel Cuernavaca[cita requerida].

## Colaboraciones y producción
Ha colaborado en editoriales de las revistas: Vanity Fair, Elle, Vogue, In Style[cita requerida] .En 1992 fundó la Escuela Activa de Fotografía en Cuernavaca, Morelos[cita requerida] .En 1994 editó el libro de fotografía “Apuestas y Certidumbres”, fotografiando a los artistas, intelectuales, políticos y personalidades más importantes de México. En septiembre de 1995 tuvo un reconocimiento en la VII Bienal de Fotografía y en 1996 fue ganadora de la Beca de Creadores con Trayectoria otorgada por el FONCA[cita requerida]. En el año 2000 formó parte del jurado de fotografía para el otorgamiento de becas 2000-2001 del Fondo Estatal para la Cultura y las Artes de Morelos. Actualmente trabaja para diferentes agencias de publicidad y compañías privadas. En 2007 editó el libro “Televisa Presenta” retratando a las celebridades que han trabajado en esa empresa a lo largo de los últimos 60 años. En 2009 expuso en solitario en las rejas de Chapultepec la expo del Teletón sobre niños con discapacidad.
En el 2010 fotografió a los más importantes representantes de la música de habla hispana: Shakira, Juan Gabriel, Vicente Fernández, Wisin y Yandel, Bosé, Alejandro Sanz, Joaquín Sabina, Fito Paez, Cerati, Jaguares, Chabela Vargas por mencionar algunos y editó  el libro “México Suena” que acompañó de un programa especial transmitido por el canal 2 de Televisa. [cita requerida] En 2010 produjo la campaña “Viva México” del Bicentenario para Televisa.
De diciembre a marzo de 2011 volvió a exponer en las Rejas de Chapultepec y en la galería del Auditorio Nacional la exposición fotográfica “México Suena”. [cita requerida] En febrero de 2012 presentó una serie pictórica sobre los 72 nombres de dios inaugurada por Yehuda Berg luminaria y director del Centro Internacional de Kabbalah. En octubre de ese mismo año presentó la exposición fotográfica “100% Extraordinarios” que reunió los retratos de los principales deportistas mexicanos de todos los tiempos. En diciembre publicó el libro del mismo nombre bajo el patrocinio de Televisa, CONADE y COM. [cita requerida] En el año 2014 empezó a producir el libro de 100 años de Grandeza del Club de Fútbol América, donde se dio a la tarea de retratar a los jugadores más importantes y representativos del club América, así como a sus directivos, entrenadores y directores técnicos. El libro que editó saldrá a la venta en el mes de septiembre de 2016 y se acompañara de una exposición de gran formato que se exhibirá en la explanada del Estadio Azteca del 12 de septiembre al 31 de octubre de 2016.
- Datos: Q30918971